# Microvalgus sumatrensis
Microvalgus sumatrensis är en skalbaggsart som beskrevs av Franz Antoine 1993. Microvalgus sumatrensis ingår i släktet Microvalgus och familjen Cetoniidae. Inga underarter finns listade i Catalogue of Life.